# To Love You More
"To Love You More" é um single de Céline Dion lançado no Japão em 23 de outubro de 1995.
Foi gravado para uma série dramática popular de TV japonesa chamada Koibito Yo, e incluído no relançamento japonês do álbum  The Colour of My Love. Mais tarde apareceu na edição asiática do álbum Falling Into You, Live à Paris ("To Love You More" foi um dos singles de rádio a promover este álbum no Canadá), e a edição mundial do álbum Let's Talk About Love, sendo lançado como o terceiro (mas só promocional) single deste álbum.
Em 1996, a Sony Music Entertainment divulgou um vídeo promocional que mostra uma performance ao vivo da turnê Falling into You com Taro Hakase no violino. A canção foi relançada em 5 de abril de 1999 no Japão, desta vez como um maxi-single com remixes criado por Tony Moran.

### Presença em Suave Veneno Internacional[2]
No Brasil, foi incluída na trilha sonora internacional da novela Suave Veneno de 1999. Na trama de Aguinaldo Silva, a canção foi tema do casal Márcia Eduarda, interpretada por Luana Piovanni e Eliseu, interpretado por Rodrigo Santoro. Sendo um dos grandes destaques da trilha internacional.
"To Love You More" se tornou uma das músicas mais executadas por Dion durante seus shows ao vivo, incluindo no recente Taking Chances Tour. Versões ao vivo desta canção podem ser encontradas em muitos dos DVDs de Dion, incluindo Live in Las Vegas - A New Day .... A faixa apareceu também em All the Way... A Decade of Song dos grandes hits em 1999 e My Love: Ultimate Essential Collection em 2008. "To Love You More" ganhou um prêmio de Disco de Ouro no Japão para Melhor Single do Ano.
A canção se tornou um sucesso no Japão, atingindo o número 1 para 5 semanas e vendendo 1.240.000 cópias. Céline Dion foi a primeira artista internacional que alcançou o número 1 na Oricon Singles Chart.
No Canadá, "To Love You More" chegou ao número 4 na Quebec Airplay Chart e a número 5 no Canadian Adult Contemporary.
"To Love You More" também foi muito bem sucedido nas rádios norte-americanas; passou oito semanas em número 1 no Hot Adult Contemporary Tracks e alcançou o número 11 na Billboard Hot 100 Airplay.
Em 2013 a canção foi interpretada pela atriz Lea Michele para o seriado de comédia musical Glee.

## Paradas e certificações
| Parada (1995)                              | posição de pico |
| ------------------------------------------ | --------------- |
| Japanese Singles Chart                     | 1               |
| Parada (1996)                              | posição de pico |
| Canadian BDS Airplay Chart                 | 15              |
| Canadian BDS Adult Contemporary Chart      | 5               |
| Canadian RPM Top Singles                   | 9               |
| Canadian RPM Adult Contemporary            | 1               |
| Quebec Airplay Chart                       | 4               |
| Parada (1998)                              | posição de pico |
| US Billboard Hot 100 Airplay               | 11              |
| US Billboard Hot Adult Contemporary Tracks | 1               |
| US Billboard Hot Adult Top 40 Tracks       | 21              |
| US Billboard Top 40 Mainstream             | 22              |

| País  | Certificação |
| ----- | ------------ |
| Japão | Million      |